# Sindrome di Canavan
La sindrome di Canavan (o malattia di Canavan), è una malattia neurodegenerativa che colpisce il sistema nervoso, caratterizzata da leucodistrofia, macrocefalia ed un grave ritardo dello sviluppo fisico e mentale.
l'incidenza nella popolazione è di 1:100 000(i primissimi sintomi della condizione appaiono in età neonatale)

## Tipologia della sindrome
La sindrome di Canavan si presenta in due forme distinte della malattia: lieve e grave
- Sindrome di Canavan grave: i pazienti presentano ipotonia grave ed un grave ritardo nello sviluppo fisico e mentale con un'alta concentrazione di acido 1-naftilacetico nelle urine.
- Sindrome di Canavan lieve: nei pazienti si notano disturbi del linguaggio e nell'apprendimento con una dose leggermente elevata di acido 1-naftilacetico.

## Eziologia
La condizione è causata dalla mutazione di un gene chiamato ASPA che codifica l'enzima aspartoacilasi.

## Prognosi
La prognosi è variabile: nella sindrome di Canavan grave l'aspettativa di vita è di solito a 10 anni e raramente supera questo limite. Nella sindrome di Canavan lieve l'aspettativa di vita è normale per cui la prognosi è molto positiva.